# 知識テーゼ
知識テーゼ（ちしきテーゼ）とは、科学哲学の世界において、「世界に存在するものや、それを統べる秩序について、私達は正しく知ることができるはずだ」という主張のこと。2005年、戸田山和久が様々な形而上学的な立場を分類するための基準として導入した言葉。

## 知識テーゼを基準にした分類
知識テーゼを認めるかどうか、を基準にして、様々な認識論上の立場を分類することができる。以下に戸田山によるそうした分類を示す（『科学哲学の冒険』150P）。
知識テーゼを認める立場として科学的実在論と観念論および社会構成主義があげられており、逆に知識テーゼを否定する立場、すなわち世界に存在するものや、それを統べる秩序について、私達は正しく知ることはできないだろう、と考える立場として、反実在論があげられている。
|                |          | 知識テーゼを                   |                                                 |
| 認める         | 認めない |                                |                                                 |
| 独立性テーゼを | 認める   | 科学的実在論                   | 反実在論 （操作主義、道具主義、構成的経験主義） |
| 独立性テーゼを | 認めない | 観念論 （独我論） 社会構成主義 |                                                 |

ちなみに戸田山はもうひとつの分類基準として独立性テーゼという言葉を導入しており、これを認めるかどうかで、また立場が分かれる。独立性テーゼとは「わたしたち人間の認識活動とは独立して、世界の存在や秩序があるはずだ」という主張のこと。